# Taverner (ópera)
Taverner es una ópera en dos actos con música y libreto de Peter Maxwell Davies.  Se basa en la vida del compositor inglés del siglo XVI John Taverner, pero en lo que el propio Davies reconoce que es un tratamiento no realista.  Davies había terminado la ópera en 1968, pero perdió partes de la partitura en un incendio en su casita de Dorseten 1969, que necesitó recomposición. Se estrenó en el Covent Garden de Londres el 12 de julio de 1972, con Edward Downes dirigiendo, Michael Geliot como director y Ralph Koltai como diseñador.

## Personajes
| Personaje    | Tesitura      | Reparto del estreno, 12 de julio de 1972 (Director: Edward Downes) |
| ------------ | ------------- | ------------------------------------------------------------------ |
| Taverner     | tenor         | Ragnar Ulfung                                                      |
| Rose Parrowe | contralto     | Gillian Knight                                                     |
| La muerte    | bajo          | Benjamin Luxon                                                     |
| El abad      | bajo-barítono | Raimund Herincx                                                    |
| El rey       | bajo          | Noel Mangin                                                        |
| Cardenal     |               | John Lanigan                                                       |
| Sacerdote    | contratenor   | James Bowman                                                       |